# Sandro Viletta
Sandro Viletta (ur. 23 stycznia 1986 w Valbella) – szwajcarski narciarz alpejski, mistrz olimpijski i brązowy medalista mistrzostw świata juniorów.

## Kariera
Startuje w slalomie specjalnym i slalomie gigancie. Pierwszy sukces w karierze osiągnął podczas mistrzostw świata juniorów w Québecu w 2006 roku. Zdobył tam brązowy medal w slalomie, przegrywając tylko z Mikkelem Bjørge z Norwegii i Austriakiem Romedem Baumannem. Startował także na dwóch poprzednich imprezach tego cyklu, jednak ani razu nie ukończył rywalizacji. W zawodach Pucharu Świata zadebiutował 12 listopada 2006 roku w Levi, gdzie nie ukończył pierwszego przejazdu w slalomie. Pierwsze pucharowe punkty zdobył 25 lutego 2007 roku w Garmisch-Partenkirchen, zajmując 16. miejsce w slalomie. Pierwsze podium i zarazem pierwsze zwycięstwo w zawodach PŚ wywalczył 3 grudnia 2011 roku w Beaver Creek, gdzie był najlepszy w supergigancie. Startował z "30" numerem startowym i wyprzedził o 0,20 s faworyta do zwycięstwa, Norwega Aksela Lunda Svindala. Najlepsze wyniki osiągnął w sezonie 2013/2014, zajmując 47. miejsce w klasyfikacji generalnej i czwarte w klasyfikacji kombinacji.
W 2009 roku wystartował na mistrzostwach świata w Val d’Isère, zajmując szóste miejsce w superkombinacji i trzynaste w slalomie. Na rozgrywanych dwa lata później mistrzostwach świata w Garmisch-Partenkirchen zajął 24. miejsce w gigancie, a rywalizacji w supergigancie nie ukończył. Brał też udział w mistrzostwach świata w Schladming w 2013 roku, gdzie w swoim jedynym starcie, superkombinacji, zajął piąte miejsce. W 2010 roku startował na igrzyskach olimpijskich w Vancouver, zajmując czternaste miejsce w superkombinacji i piętnaste w slalomie gigancie. Na tych samych igrzyskach wystartował również w slalomie, jednak został zdyskwalifikowany po drugim przejeździe. Największy sukces w karierze osiągnął na rozgrywanych w 2014 roku igrzyskach olimpijskich w Soczi, gdzie zwyciężył w superkombinacji. Wyprzedził tam bezpośrednio Chorwata Ivicę Kostelicia 0,34 s oraz Włocha Christofa Innerhofera o 0,47 s.

## Osiągnięcia

### Igrzyska olimpijskie
| Miejsce | Dzień     | Rok  | Miejscowość     | Konkurencja     | Czas biegu  | Strata  | Zwycięzca        |
| ------- | --------- | ---- | --------------- | --------------- | ----------- | ------- | ---------------- |
| 14.     | 21 lutego | 2010 | Whistler        | Superkombinacja | 2:44,92 min | +3,27 s | Bode Miller      |
| 15.     | 23 lutego | 2010 | Whistler        | Gigant          | 2:37,83 min | +1,71 s | Carlo Janka      |
| DSQ2    | 27 lutego | 2010 | Whistler        | Slalom          | 1:39,32 min | -       | Giuliano Razzoli |
| 1.      | 14 lutego | 2014 | Krasnaja Polana | Superkombinacja | 2:45,20 min | -       | -                |

### Mistrzostwa świata
| Miejsce | Dzień     | Rok  | Miejscowość | Konkurencja     | Czas biegu  | Strata  | Zwycięzca           |
| ------- | --------- | ---- | ----------- | --------------- | ----------- | ------- | ------------------- |
| 6.      | 9 lutego  | 2009 | Val d’Isère | Superkombinacja | 2:23,00 min | +2,07 s | Aksel Lund Svindal  |
| 13.     | 15 lutego | 2009 | Val d’Isère | Slalom          | 1:44,17 min | +4,79 s | Manfred Pranger     |
| DNF     | 9 lutego  | 2011 | Ga-Pa       | Supergigant     | 1:38,31 min | -       | Christof Innerhofer |
| 24.     | 18 lutego | 2011 | Ga-Pa       | Gigant          | 2:10,56 min | +2,19 s | Ted Ligety          |
| 5.      | 11 lutego | 2013 | Schladming  | Superkombinacja | 2:56,96 min | +1,42 s | Ted Ligety          |

### Mistrzostwa świata juniorów
| Miejsce | Dzień     | Rok  | Miejscowość      | Konkurencja | Czas biegu  | Strata  | Zwycięzca        |
| ------- | --------- | ---- | ---------------- | ----------- | ----------- | ------- | ---------------- |
| DNF2    | 13 lutego | 2004 | Maribor          | Gigant      | 2:17,40 min | -       | Jeffrey Harrison |
| DNF1    | 14 lutego | 2004 | Maribor          | Slalom      | 1:33,33 min | -       | Raphael Fässler  |
| DNF2    | 24 lutego | 2005 | Bardonecchia     | Slalom      | 1:24,10 min | -       | Filip Trejbal    |
| DNF2    | 27 lutego | 2005 | Bardonecchia     | Gigant      | 2:10,28 min | -       | Michael Gmeiner  |
| 3.      | 5 marca   | 2006 | Mont-Sainte-Anne | Slalom      | 1:32,98 min | +0,27 s | Mikkel Bjørge    |
| DNF2    | 6 marca   | 2006 | Mont-Sainte-Anne | Gigant      | 2:20,50 min | -       | Stefan Guay      |

### Puchar Świata

#### Miejsca w klasyfikacji generalnej
- sezon 2006/2007: 113.
- sezon 2007/2008: 86.
- sezon 2008/2009: 53.
- sezon 2009/2010: 53.
- sezon 2010/2011: 67.
- sezon 2011/2012: 57.
- sezon 2012/2013: 85.
- sezon 2013/2014: 47.
- sezon 2014/2015: 45.

#### Zwycięstwa w zawodach
1. Beaver Creek – 3 grudnia 2011 (supergigant)